# العقد الفاخر الحسن
العقد الفاخر الحسن في طبقات أكابر أهل اليمن وهو طراز أعلام الزمن في طبقات أعيان اليمن هو كتاب تراجم تاريخية، تأليف علي بن الحسن الخزرجي (توفي 812هـ)، يعد هذا الكتاب من أبرز كتب التراجم التاريخية في اليمن التي نهجت في ترتيبها النظام الهجائي (الألفبائي) ، وهو من أوسعها وأشملها.

## موضوع الكتاب
الكتاب في مجمله كتاب تراجم لسلاطين وقضاة وفقهاء وأعيان اليمن، غير أن الكتاب قد تميز برصد تواريخ تراجم القرنين السابع والثامن الهجريين اللذين عاصرهما المؤلف. وقد جعل مؤلَّفه في ثلاثين بابًا، منها ثمانية وعشرون لحروف الهجاء، والبابان المكملان للثلاثين أحدهما للكنى، والآخر للنساء الشهيرات في اليمن.

## تحقيق
- عبد الله العبادي.
- مبارك الدوسري.
- علي الوصابي.
- جميل الأشول.

## خلفية تاريخية
تعتبر فترة القرنين الثامن والتاسع الهجريين من الفترات العلمية الزاهرة في بلاد اليمن، وكان من أبرز مظاهر الحركة العلمية في ذلك العصر هو تعدد المدارس التي انتشرت في العديد من المدن والهجر اليمنية، وكثرة الطلاب والمعلمين فيها، ونشاط العلماء في مجال التأليف والبحث العلمي. وظهر في بلاد اليمن علماء يماثلون العلماء الأفذاذ في الأقطار الإسلامية الأخرى، الذين جادت قرائحهم بمئات المصنفات، وبلغت المدرسة التاريخية اليمنية في هذا العهد مرحلة النضوج من حيث تنوع الموضوعات، واختلاف الفنون التي طرقتها، وكان بين ثمار هذه المدرسة التاريخية كتاب طراز أعلام الزمن في طبقات أعيان اليمن لمؤلفه العلامة أبي الحسن علي بن الحسن الخزرجي (ت 812 هـ/ 1409 م)